# Bellecombe-en-Bauges
Bellecombe-en-Bauges este o comună în departamentul Savoie din sud-estul Franței. În 2009 avea o populație de 641 de locuitori.

## Evoluția populației
| An        | 1975 | 1982 | 1990 | 1999 | 2006 | 2009 |
| --------- | ---- | ---- | ---- | ---- | ---- | ---- |
| Populație | 398  | 350  | 393  | 454  | 595  | 641  |